# قرية صوريا باطوفا
صوريا هي إحدى القرى التابعة لناحية باتيفا في قضاء زاخو في محافظة دهوك في إقليم كردستان العراق. ومن ابرز أماكن هذهِ القرية هو وجود مصيف وشلال صوريا فيها الذي يعتبر من مصايف شمال العراق الجميلة.

## تاريخ
في عام 1969 أعدم النظام السابق 39 رجلاً من سكان القرية. وفي أيلول / سبتمبر 2020، اندلعت اشتباكات بين القوات التركية وحزب العمال الكردستاني في القرية. وتعرضت القرية لقصف تركي في تموز / يوليو 2022.